# Синдок-ванху
Синдо́к-ванху́ (신덕왕후 강씨; 12 июля 1356 — 15 сентября 1396) — королева-консорт корейского государства Чосон. Происходила из клана Кан из Гоксана. Была второй женой основателя государства — Ли Сонге, позже известного как ван Тхэджо. Синдок-ванху — её посмертный титул, личное имя её неизвестно. Почиталась как королева Хён (현비) с 1392 года до своей смерти в 1396 году. Она была политическим советником своего мужа и оказала большое влияние на основание Чосона. Посмертно названа Верховной императрицей Синдок (신덕고황후, 神德高皇后).

## Жизнеописание

### Ранние годы
Родилась в семье Кан в округе Гокса́н, провинция Сохэ́ (современный округ Гоксан, провинция Хванхэ) 12 июля 1356 года, во время правления корёсского вана Чхунхе. Её отцом был Кан Юнсон из клана Гоксан Кан, матерью — госпожа Кан, которая происходила из другого клана Кан — из Чинджу́.
Считалось, что будущая королева Синдок по отцовской линии была потомком Кан Хогёна и Кан Чуна, которые были предками по материнской линии корёсского вана Тхэджо. Она также является потомком Кан Бочжона, третьего сына Кан Чуна и дяди королевы Чонхвы, который восстановил генеалогию семьи на 8 поколений до своего восьмого прадеда, Кан Чжиёна, внутреннего принца Шинсона, жившего во время правления корёсского вана Коджона. Кан Джиён считается родоначальником клана Синчхон Кан (신천 강씨, 信川 康氏). Кан Бочжон в конечном итоге стал предком госпожи Синджувон, Кан Джо, Кан Джиён и Кан Юнсона.
Когда шестой правнук Кан Джиёна — Кан Со (дед госпожи Кан, будущей королевы Синдок) был удостоен звания внутреннего принца Сансана, он стал считаться основателем клана Гоксан Кан (곡산 강씨, 谷山 康氏).
Дядя госпожи Кан, Кан Юнчун, был дядей Тхэджо и зятем старшего брата Хванджо, Ли Джахына, великого принца Ванчана (старшего сына короля Додзё). Благодаря этим связям она стала второй женой Ли Сонге.

### Встреча и брак
Есть легенда о том, как Ли Сонге встретил свою вторую жену: первая их встреча произошла в тот день, когда во время охоты на тигра Ли Сонге почувствовал жажду и нашёл колодец. У колодца он встретил женщину. Ли Сонге попросил её дать ему напиться, она налила воду в тыквенный кувшин, а затем положила горсть листьев ивы на поверхность воды. Ли Сонге заподозрил её в колдовстве или отравлении. Женщина скромно ответила, что хотела дать ему побыстрее напиться, а если он выпьет холодную воду, то заболеет.
Услышав это, Ли Сонге был тронут, внимательно посмотрел на женщину и увидел, что она красива. Он был очарован мудростью и красотой женщины. Этой женщиной у колодца была девица Кан. Эта легенда повторяет историю встречи корёсского вана Тхэджо и королевы Чанхва. Королева Чанхва, как и королева Синдок, была второй женой основателя страны и они обе были дочерями влиятельных местных дворян.
Госпожа Кан вышла замуж за Ли Сонге примерно в 1370-х годах. Она была примерно на 21 год моложе мужа. Поскольку леди Хан умерла в 1391 году, леди Кан воспитала её детей как своих собственных, несмотря на то, что они были примерно её возраста.
В марте 1392 года по лунному календарю, когда Ли Сонге был серьёзно ранен, катаясь на лошади в Хэджу, Чон Мончжу пытался убить его. Леди Кан приказала им отправить Ли Банвона, который жил рядом с могилой своей родной матери, леди Хан, в Хэджу в спешке и благополучно доставить Ли Сонге в Хэджу.
Госпожа Кан также смягчила отношения между Ли Сонге и Ли Банвоном, его пятым сыном от первого брака. Говорили, что госпожа Кан смягчила нев Ли Сонге, который обвинил Ли Банвона, в том что тот отправил убийцу Чон Монджу в апреле того же года. Это является символом находчивости и решимости госпожи Кан, и можно сказать, что он показывает безмятежность делать что-либо для её цели создания новой страны.
С основанием государства Чосон госпожа Кан в конечном итоге стала первой королевой-супругой и получила титул королевы Хён (현비, 顯妃; Хёнби означает «Прославленная супруга») 25 августа 1392 года (7-й день 8-го лунного месяца). Она также была известна под другими титулами, такими как королева Кан (강비, 康妃; Канби) и принцесса Борён (보령택주, 保寧宅主; Борён Тэкджу).

### Участие в политике
Госпожа Кан, теперь — королева Хён — пыталась передать титул наследного принца Чосона от взрослых принцев покойной королевы Сини к одному из своих сыновей. Чтобы сделать своего сына наследником престола, она создала политический союз с Чон Доджоном, который успешно убедил Ли Сонге сделать её второго сына, Ли Бансока, великого принца Уяна, следующим наследным принцем. Теперь наследным принцем был не старший сын или сыновья и дочери первой супруги короля, королевы Синуи, как было положено.
Ли Банвон, пятый сын Ли Сонге, носивший титул «принц Чонган», не мог смириться, что второй сын второй супруги его отца станет наследным принцем. Однако Ли Сонге всё же назначил самого младшего сына следующим наследником. Политически амбициозный Ли Банвон был возмущён и не оставил попыток изменить это положение.

### Смерть и последствия
Королева Хён умерла 15 сентября 1396 года, вскоре после назначения своего второго сына наследным принцем.
Её смерть сильно повлияла на Ли Сонге. Он провёл траурный обряд и велел построить небольшой скит рядом с её могилой, чтобы молиться за счастье королевы, и каждое утро и вечер приносил туда благовония и чай. Как только храм Хынчхонса был завершён, Ли Сонге стал ежедневно посещать могилу своей жены и храм. После посещения гробницы и храма он проводил вечера с оставшимися сыновьями королевы Синдок и ждал звука колокола из храма, чтобы посыпать ритуальным пеплом могилу королевы Синдок перед сном.

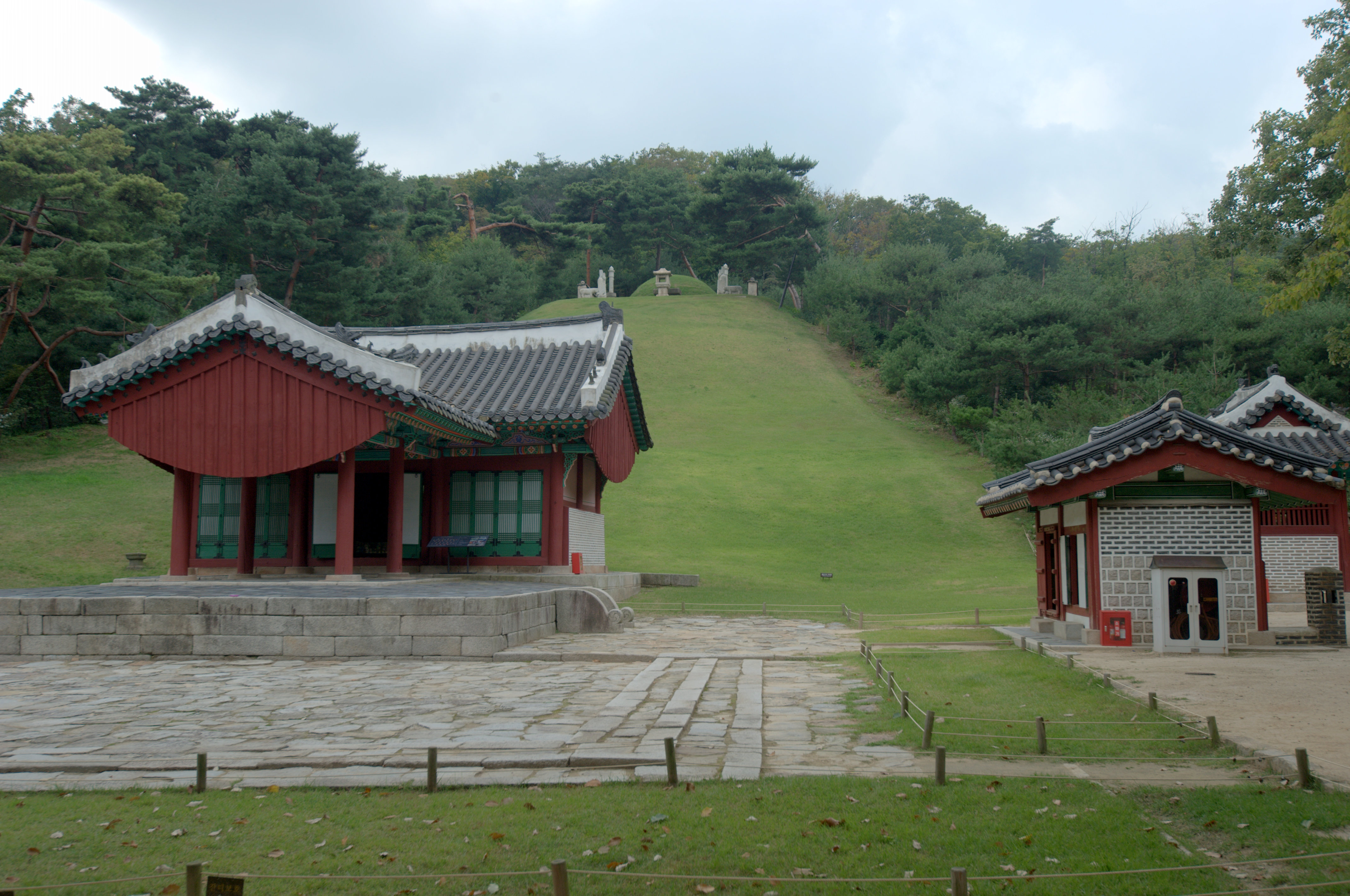
Место захоронения королевы Синдок

Не только это, но и в эпоху Суры, только услышав сутры, молящиеся о счастье королевы Синдок, король Тхэджо , поднимал ложку и ел, демонстрируя искренность и выздоровление своей жене[уточнить].
Чон Доджон планировал убить сыновей королевы Сини, чтобы защитить своё положение и положение наследного принца Ли Бансока при дворе. Ли Банвон, узнав об этом плане, с помощью своей жены, принцессы Чоннён, пришёл во дворец, где убил  Чон Доджона и обоих сыновей королевы Синдок. Ли Банвон также убил мужа своей младшей сводной сестры (дочь королевы Синдок, принцесса Кёнсун) — Ли Дже и тех, кто поддерживал  Чон Доджона.  Принцессу Кёнсун заставили стать монахиней.
Дети королевы Сини боролись против королевы Хён и её детей. Противостояние  продолжалось даже после смерти королевы Хён, а позже стало причиной институционализации Тэджоном запрета Со-эол и дискриминации Чок-со[уточнить]. Это событие известно как Первая междоусобица князей.
Королева Синдок родила в браке с Ли Сонге троих детей; двое сыновей были убиты, а дочь дожила до двадцати или тридцати лет.

## Семья

### Родители
- Пра-пра-дедушка Кан Дыкхам (강득함, 康得咸)[7]
- Прадед Кан Сокчжэ (강숙재, 康淑才)
- Дедушка Кан Со (강서) (1347—1424)[8]
- Бабушка  — госпожа Хван из клана Чансу Хван (장수 황씨)
- Дядя — Кан Юнгви (강윤귀, 康允貴)
- Отец — Кан Юнсон (강윤성, 康允成) (? — декабрь 1358 г.)
- Дядя — Кан Юн-чунг (강윤충, 康允忠)[9]
  - Тётя — госпожа  Ли из клана Чонджу Ли
    - Кузина — госпожа Кан из клана Гоксан Кан 
      - Зять — Чо Хуэй-джик[уточнить] (조희직) из клана Чаннён Джо
        - Двоюродный брат — Чо Гын (조근, 曺謹)
        - Двоюродный брат — Джо Сим (조심, 曺諶)
- Дядя — Кан Юнъи (강윤의, 康允誼)
- Дядя — Кан Юнхви (강윤휘, 康允暉)
  - Кузен — Кан Ён (강영, 康永)
  - Кузен — Кан У (강우, 康祐)
- Дядя — Кан Юнбо (강윤부, 康允富)
- Мать — внутренняя принцесса-консорт Джинсан из клана Чинджу Кан (증 진산부부인 진주 강씨, 晉山府夫人 晉州 姜氏)
  - Дедушка — Кан Ын (강은, 姜誾)

### Братья и сестры
- Старший брат — Кан Геквон (강계권, 康繼權) (? — 1413)
- Старший брат — Кан Юнквон (강유권, 康有權)
  - Племянница — госпожа Кан из клана Гоксан Кан
    - Муж племянницы — Ли Санхан (이상항, 李尙恒)

### Муж
- Муж — Ли Сонге (Ли Дан), позже известный как чосонский ван Тхэджо (27 октября 1335 — 18 июня 1408) (조선 태조)
  - Свекор — Ли Чжачхун, получивший посмертное имя — Хванджо (환조대왕) (20 января 1315 — 3 июня 1361)
  - Свекровь — госпожа Чхве из клана Ёнхын Чхве (의혜왕후 최씨), посмертно получившая титул королевы-супруги Ыйхе-ванху

### Дети
- Дочь — принцесса Кёнсун (? — 8 сентября 1407 г.) (경순공주)
  - Зять — Ли Дже (1365—1398) (이제, 李濟)[10]
    - Внучка — госпожа Ли из клана Сонджу Ли (이씨, 李氏)
      - Муж внучки — Ким Док Рян (김덕령, 金德齡) из клана Кимхэ Ким[11].
        - Правнук — Ким Ви Сон (김위성, 金潙聖)

    - Приемный внук — Ли Юн (이윤, 李潤)[12]
- Сын — Ли Банг-Беон, великий князь Муан (1381 — 6 октября 1398) (이방번 무안대군)
  - Невестка — Великая принцесса-консорт Самангук из клана Кэсон Ван (삼한국대부인 개성 왕씨)[13].
    - Приёмный внук — Ли Хёсун, принц Пунган (풍안군 이효손, 豊安君 李孝孫) (1403—1463)[14]
- Сын — Ли Бансок, великий князь Уян (1382 — 6 октября 1398) (이방석 의안대군)
  - Невестка — свергнутая наследная принцесса Хён из клана Ю (폐세자빈 현빈 유씨)[15]
  - Невестка — кронпринцесса Хён из клана Бую Сим[уточнить] (? — 1448) (현빈 심씨, 賢嬪 沈氏)[16]
    - Внук — Ли Вонсун (원손, 元孫) (29 мая/14 июня 1398 г. — 26 августа/6 октября 1398 г.)

## В искусстве
Роль королевы Синдок сыграли южнокорейские актрисы:
- Ха Михе в сериале KBS 1983 года «Основание королевства»
- Ким Чонён в сериале MBC 1983 года «Король дворца Чудон»
- Ким Ёнран в сериале KBS 1996—1998 годов «Слёзы дракона»
- Юн Джухи в сериале SBS 2012—2013 годов «Великий провидец»
- Ли Ильхва в сериале KBS1 2014 года «Чон Доджон» (о жизни Чон Доджона)
- Ким Хичжон в сериале SBS 2015—2016 года "Шесть взлетающих драконов
- Пак Ечжин в сериале JTBC 2019 года «Моя страна»
- Е Дживон в сериале KBS1 2021 года «Король слёз — Ли Банвон».